# Campionati europei di atletica leggera 2022 - Salto in alto femminile
Il concorso del salto in alto femminile ai campionati europei di atletica leggera 2022 si è svolto il 19 e il 21 agosto 2022.

## Podio
| Pos.    | Atleta             | Nazione    | Misura | Note |
| ------- | ------------------ | ---------- | ------ | ---- |
| Oro     | Jaroslava Mahučich | Ucraina    | 1,95 m |      |
| Argento | Marija Vuković     | Montenegro | 1,95 m |      |
| Bronzo  | Angelina Topić     | Serbia     | 1,93 m |      |

## Record
Prima di questa competizione, il record del mondo (RM), il record europeo (EU) ed il record dei campionati (RC) erano i seguenti:
| Record                | Prestazione | Atleta                           | Data                              | Competizione  |
| --------------------- | ----------- | -------------------------------- | --------------------------------- | ------------- |
| Record mondiale       | 2,09 m      | Stefka Kostadinova Bulgaria      | 30 agosto 1987 Roma, Roma         | Mondiali 1987 |
| Record europeo        | 2,09 m      | Stefka Kostadinova Bulgaria      | 30 agosto 1987 Roma, Roma         | Mondiali 1987 |
| Record dei campionati | 2,03 m      | Tia Hellebaut Belgio             | 9 agosto 2006 Göteborg, Svezia    | Europei 2006  |
| Record dei campionati | 2,03 m      | Venelina Veneva-Mateeva Bulgaria | 9 agosto 2006 Göteborg, Svezia    | Europei 2006  |
| Record dei campionati | 2,03 m      | Blanka Vlašić Croazia            | 1º agosto 2010 Barcellona, Spagna | Europei 2010  |

### Campione in carica
La campionessa europea in carica era prima della manifestazione sportiva:
| Campione | Nazione                                      | Prestazione | Data                             | Competizione |
| -------- | -------------------------------------------- | ----------- | -------------------------------- | ------------ |
| Europeo  | Marija Lasickene Atleti Neutrali Autorizzati | 2,00 m      | 10 agosto 2018 Berlino, Germania | Europei 2018 |

### La stagione
Prima di questa gara, gli atleti con le migliori tre prestazioni dell'anno erano:
| Pos. | Nazione                                      | Prestazione | Data                                         |
| ---- | -------------------------------------------- | ----------- | -------------------------------------------- |
| 1    | Jaroslava Mahučich Ucraina                   | 2,03 m      | 22 giugno 2022 Brno, Rep.Ceca                |
| 2    | Elena Vallortigara Italia                    | 2,00 m      | 19 luglio 2022 Eugene, Stati Uniti d'America |
| 2    | Iryna Heraščenko Ucraina                     | 2,00 m      | 19 luglio 2022 Eugene, Stati Uniti d'America |
| 2    | Marija Lasickene Atleti Neutrali Autorizzati | 2,00 m      | 3 agosto 2022 Čeboksary, Russia              |

## Risultati

### Qualificazione
Le qualificazioni si sono disputate a partire dalle 11:05 del 19 agosto. Si qualificano alla finale le atlete che saltano 1,94 m (Q) o le dodici migliori misure (q).
| Pos. | Gruppo | Atleta                     | Nazionalità   | 1,78 | 1,83 | 1,87 | 1,91 | Risultato | Note |
| ---- | ------ | -------------------------- | ------------- | ---- | ---- | ---- | ---- | --------- | ---- |
| 1    | B      | Lia Apostolovski           | Slovenia      | o    | o    | o    |      | 1,87      | q    |
| 1    | B      | Marie-Laurence Jungfleisch | Germania      | –    | o    | o    |      | 1,87      | q =  |
| 1    | A      | Angelina Topić             | Serbia        | o    | o    | o    |      | 1,87      | q    |
| 1    | A      | Marija Vuković             | Montenegro    | o    | o    | o    |      | 1,87      | q    |
| 5    | B      | Iryna Heraščenko           | Ucraina       | o    | xo   | o    |      | 1,87      | q    |
| 5    | B      | Tatiána Goúsin             | Grecia        | xo   | o    | o    |      | 1,87      | q    |
| 5    | B      | Elena Vallortigara         | Italia        | xo   | o    | o    |      | 1,87      | q    |
| 5    | A      | Britt Weerman              | Paesi Bassi   | xo   | o    | o    |      | 1,87      | q    |
| 9    | A      | Mirela Demireva            | Bulgaria      | o    | o    | xo   |      | 1,87      | q    |
| 9    | B      | Morgan Lake                | Gran Bretagna | o    | o    | xo   |      | 1,87      | q    |
| 9    | A      | Jaroslava Mahučich         | Ucraina       | -    | -    | xo   |      | 1,87      | q    |
| 12   | B      | Solène Gicquel             | Francia       | xo   | xo   | xo   |      | 1,87      | q    |
| 13   | B      | Julija Levčenko            | Ucraina       | o    | xxo  | xo   |      | 1,87      | q    |
| 14   | B      | Daniela Stanciu            | Romania       | o    | o    | xxx  |      | 1,83      |      |
| 15   | B      | Karmen Bruus               | Estonia       | o    | xo   | xxx  |      | 1,83      |      |
| 15   | A      | Maja Nilsson               | Svezia        | o    | xo   | xxx  |      | 1,83      |      |
| 15   | A      | Heta Tuuri                 | Finlandia     | o    | xo   | xxx  |      | 1,83      |      |
| 18   | A      | Bianca Stichling           | Germania      | o    | xxo  | xxx  |      | 1,83      |      |
| 19   | B      | Urtė Baikštytė             | Lituania      | o    | xxx  |      |      | 1,78      |      |
| 19   | A      | Erika Furlani              | Italia        | o    | xxx  |      |      | 1,78      |      |
| 19   | A      | Ella Junnila               | Finlandia     | o    | xxx  |      |      | 1,78      |      |
| 19   | A      | Barbara Szabó              | Ungheria      | o    | xxx  |      |      | 1,78      |      |
| 23   | B      | Sini Lällä                 | Finlandia     | xo   | xxx  |      |      | 1,78      |      |
|      | A      | Laura Zialor               | Gran Bretagna | xxx  |      |      |      | NM        |      |

### Finale
La finale si è disputata alle ore 19:05 del 21 agosto.
| Pos.    | Atleta                     | Nazionalità   | 1,82 | 1,86 | 1,90 | 1,93 | 1,95 | 1,97 | 1,99 | Risultato | Note                                     |
| ------- | -------------------------- | ------------- | ---- | ---- | ---- | ---- | ---- | ---- | ---- | --------- | ---------------------------------------- |
| Oro     | Jaroslava Mahučich         | Ucraina       | –    | o    | o    | -    | o    | xxx  |      | 1,95      |                                          |
| Argento | Marija Vuković             | Montenegro    | –    | o    | o    | o    | xxo  | xxx  |      | 1,95      |                                          |
| Bronzo  | Angelina Topić             | Serbia        | o    | o    | o    | o    | xxx  |      |      | 1,93      |                                          |
| 4       | Britt Weerman              | Paesi Bassi   | o    | xo   | xo   | o    | xxx  |      |      | 1,93      |                                          |
| 5       | Iryna Heraščenko           | Ucraina       | o    | xo   | o    | xxo  | xxx  |      |      | 1,93      |                                          |
| 6       | Marie-Laurence Jungfleisch | Germania      | o    | o    | xo   | xxx  |      |      |      | 1,90      | Miglior prestazione personale stagionale |
| 7       | Lia Apostolovski           | Slovenia      | o    | o    | xxo  | xxx  |      |      |      | 1,90      |                                          |
| 7       | Morgan Lake                | Gran Bretagna | o    | o    | xxo  | xxx  |      |      |      | 1,90      |                                          |
| 9       | Mirela Demireva            | Bulgaria      | o    | o    | xxx  |      |      |      |      | 1,87      |                                          |
| 9       | Tatiána Goúsin             | Grecia        | o    | o    | xxx  |      |      |      |      | 1,87      |                                          |
| 9       | Julija Levčenko            | Ucraina       | o    | o    | xxx  |      |      |      |      | 1,87      |                                          |
| 9       | Elena Vallortigara         | Italia        | o    | o    | xxx  |      |      |      |      | 1,87      |                                          |
| 12      | Solène Gicquel             | Francia       | o    | xxo  | xxx  |      |      |      |      | 1,87      |                                          |